# Liste der Einträge im National Register of Historic Places im Otter Tail County

Lage des Nicollet County in Minnesota

Die Liste der Einträge im National Register of Historic Places im Otter Tail County in Minnesota führt alle Bauwerke und historischen Stätten im Otter Tail County auf, die in das National Register of Historic Places aufgenommen wurden.

## Legende
| NRHP | Historic Place    |
| HD   | Historic District |

## Aktuelle Einträge
| [ 2 ] | Name                                     | Bild                                     | Eintragsdatum        | Lage                                                          | Ort                 | Beschreibung |
| ----- | ---------------------------------------- | ---------------------------------------- | -------------------- | ------------------------------------------------------------- | ------------------- | --- |
| 1     | Barnard Mortuary                         | Barnard Mortuary                         | 1986 ID-Nr. 86001538 | 119 North Union Avenue 46° 17′ 2,9″ N, 96° 4′ 41,4″ W         | Fergus Falls        | 1930 im Mission Revival-Stil errichtetes Gebäude |
| 2     | O.A.E. Blyberg House                     | O.A.E. Blyberg House                     | 1984 ID-Nr. 84001631 | 22 5th Avenue, Southwest 46° 33′ 51,4″ N, 96° 5′ 4,9″ W       | Pelican Rapids      | 1884 im Italianate-Stil errichtetes Wohnhaus |
| 3     | C.C. Clement House                       | C.C. Clement House                       | 1986 ID-Nr. 86001485 | 608 North Burlington Avenue 46° 17′ 19,9″ N, 96° 3′ 47,5″ W   | Fergus Falls        | 1882 im Stick-Eastlake-Stil errichtetes hölzernes Wohnhaus |
| 4     | Craigie Flour Mill Historical Marker     | Craigie Flour Mill Historical Marker     | 2003 ID-Nr. 02001704 | MN 78 am Balmoral Creek 46° 22′ 26″ N, 95° 39′ 4,8″ W         | Otter Tail Township | 1940 im Rahmen einer Arbeitsbeschaffungsmaßnahme von der National Youth Administration errichtete Wegmarke                                                                          |
| 5     | District No. 182 School                  | District No. 182 School                  | 1991 ID-Nr. 91000978 | Abseits des County Highway 35 46° 22′ 7,2″ N, 95° 51′ 47,1″ W | Sverdrup Township   | 1940 von der Works Progress Administration im Stil der Moderne errichtete Schule |
| 6     | Elizabeth Village Hall and Jail          | Elizabeth Village Hall and Jail          | 1984 ID-Nr. 84001634 | Broadway 46° 22′ 46,7″ N, 96° 7′ 52,3″ W                      | Elizabeth           | 1898 errichtetes Rathaus |
| 7     | Fergus Falls City Hall                   | Fergus Falls City Hall                   | 1984 ID-Nr. 84001635 | 112 West Washington Avenue 46° 16′ 54,1″ N, 96° 4′ 30,3″ W    | Fergus Falls        | 1928 im georgianischen Stil errichtetes Rathaus |
| 8     | Fergus Falls State Hospital Complex      | Fergus Falls State Hospital Complex      | 1986 ID-Nr. 86001386 | MN 297 46° 17′ 58,5″ N, 96° 4′ 53,7″ W                        | Fergus Falls        | 1888–1907 errichteter Klinikkomplex |
| 9     | Hotel Kaddatz                            | Hotel Kaddatz                            | 1983 ID-Nr. 83000924 | 111-113 West Lincoln Avenue 46° 17′ 0″ N, 96° 4′ 29,6″ W      | Fergus Falls        | 1915 im Stil der Neorenaissance errichtetes Hotel |
| 10    | Maplewood Site                           | Maplewood Site                           | 1978 ID-Nr. 78001555 | Adresse nicht veröffentlicht                                  | Pelican Rapids      | Historischer Siedlungsplatz von 650–900 und 1450–1650 |
| 11    | John W. Mason House                      | John W. Mason House                      | 1986 ID-Nr. 86001533 | 205 West Vernon Avenue 46° 16′ 40,9″ N, 96° 4′ 34,6″ W        | Fergus Falls        | 1881 im Italianate-Stil errichtetes Wohnhaus von Fergus Falls’ erstem Bürgermeister                                                                                                 |
| 12    | Morrison Mounds                          |                                          | 1973 ID-Nr. 73000991 | Adresse nicht veröffentlicht                                  | Battle Lake         | Gruppe von Mounds aus der Zeit von 500–200 v. Chr. |
| 13    | Orwell Site                              |                                          | 1974 ID-Nr. 74001032 | Adresse nicht veröffentlicht                                  | Fergus Falls        | 12 Mounds aus der Zeit der Woodland-Periode |
| 14    | Otter Tail County Courthouse             | Otter Tail County Courthouse             | 1984 ID-Nr. 84001637 | 121 West Junius Avenue 46° 16′ 47,7″ N, 96° 4′ 30″ W          | Fergus Falls        | 1922 im Beaux-Arts-Stil errichtetes Gerichts- und Verwaltungsgebäude |
| 15    | Park Region Luther College               | Park Region Luther College               | 1984 ID-Nr. 84000241 | 715 West Vernon Avenue 46° 16′ 40,6″ N, 96° 5′ 9,5″ W         | Fergus Falls        | 1901 im neuromanischen Stil aus Sandstein und Klinkern errichtetes Campusgebäude |
| 16    | People's Union Church                    | People's Union Church                    | 2004 ID-Nr. 04000836 | 48566 205th Avenue 46° 40′ 0,5″ N, 96° 4′ 2,6″ W              | Scambler Township   | 1915 errichtete Kirche |
| 17    | Perham Village Hall and Fire Station     | Perham Village Hall and Fire Station     | 1986 ID-Nr. 86002122 | 153 East Main Street 46° 35′ 37,8″ N, 95° 34′ 18,1″ W         | Perham              | 1906 errichtetes Rathaus |
| 18    | Phelps Mill                              | Phelps Mill                              | 1975 ID-Nr. 75002145 | County Highway 45 46° 22′ 49,5″ N, 95° 49′ 16″ W              | Underwood           | 1889 errichtete mit Wasserkraft angetriebene Getreidemühle; Bestandteil des Phelps Mill Historic District                                                                           |
| 19    | Phelps Mill Historic District            | Phelps Mill Historic District            | 1984 ID-Nr. 84001640 | County Highway 45 46° 22′ 48,7″ N, 95° 49′ 14,6″ W            | Underwood           | Agrarzentrum, das die 1889 errichtete Phelps Mill, einen 1891 errichteten General Store und das 1902 im Italianate-Stil errichtete Müllerwohnhaus beinhaltet, heute ein County Park |
| 20    | River Inn                                | River Inn                                | 1988 ID-Nr. 88002831 | 133 Mill Street, South 46° 16′ 57″ N, 96° 4′ 25,5″ W          | Fergus Falls        | 1929 im georgianischen Stil errichtetes Hotel |
| 21    | United States Post Office and Courthouse | United States Post Office and Courthouse | 2012 ID-Nr. 12000879 | 118 South Mill Street 46° 16′ 57,6″ N, 96° 4′ 27,9″ W         | Fergus Falls        | |
| 22    | C.J. Wright House                        | C.J. Wright House                        | 1978 ID-Nr. 78001554 | 831 Mount Faith Avenue, East 46° 17′ 17,2″ N, 96° 3′ 42,4″ W  | Fergus Falls        | 1882 errichtetes Holzhaus |

## Frühere Einträge
| [ 2 ] | Name                | Bild | Eintragsdatum        | Lage                                                       | Ort          | Beschreibung                                                                  |
| ----- | ------------------- | ---- | -------------------- | ---------------------------------------------------------- | ------------ | ----------------------------------------------------------------------------- |
| 1     | Henry G. Page House |      | 1975 ID-Nr. 75001004 | 219 North Whitford Street 46° 15′ 34,7″ N, 95° 24′ 48,6″ W | Fergus Falls | 1870 Italianate-Stil errichtetes Wohnhaus; 1987 aus dem Register gestrichen   |
| 2     | E. J. Webber House  |      | 1986 ID-Nr. 86001497 | 506 West Lincoln Avenue 46° 17′ 0,6″ N, 96° 4′ 53,6″ W     | Fergus Falls | 1896 im Queen Anne-Stil errichtetes Gebäude; 1992 aus dem Register gestrichen |